# Векино
Векино — деревня в Шуйском районе Ивановской области. Входит в состав Колобовского городского поселения.

## География
Находится в южной части Ивановской области на расстоянии приблизительно 10 км на юг по прямой от районного центра города Шуя.

## История
В 1859 году здесь (тогда деревня в составе Шуйского уезда Владимирской губернии) было учтено 9 дворов.

## Население
Постоянное население составляло 107 человек (1859 год), 4 в 2002 году (русские 100 %), 2 в 2010.